# Alpine Rockfest

Textlogo (2013)

Das Alpine Rockfest (engl. Aussprache), auch World Alpine Rockfest, war ein jährlich im Trentino ausgetragenes Promotion-Event für den alpinen Skisport, das ein international besetztes Einladungsrennen mit einem Rockkonzert verband. Das Rockfest fand zwischen 2009 und 2013 bei ausreichender Schneelage in der Gemeinde Andalo auf dem Berg Paganella statt.

## Konzept
Das Rockfest fand erstmals am 22. Dezember 2009 statt und wurde von da an immer kurz vor Weihnachten veranstaltet. Während der insgesamt vier Ausgaben (2009, 2011–2013) war es das weltweit höchstdotierte Skirennen. Mit einem Preisgeld von bis zu 75.000 Euro wurden sogar die prestigeträchtigen Hahnenkammrennen in Kitzbühel übertroffen. Aufgrund von Schneemangel musste die Veranstaltung jedoch viermal (2010, 2014–2016) abgesagt werden.
Erfinder und Mitveranstalter des Alpine Rockfest war Phil McNichol, der bis 2008 die Herren-Weltcupmannschaft der USA trainiert hatte. Seine Intentionen argumentierte der Amerikaner mit der oft diskutierten und seiner Ansicht nach nötigen Attraktivierung des alpinen Skirennsports:

“The Rockfest is about entertainment, taking ski racing forward as professional sports entertainment. We better get cool, we better get sexy and show that it is extreme or we are not going to compete in the business world of sport.”

„Beim Rockfest geht es um Entertainment, darum Skirennen als professionelles Sportentertainment voranzubringen. Wir sollten cool und sexy werden und zeigen, dass der Skisport extrem ist, oder wir werden uns in der Geschäftswelt des Sports nicht mehr behaupten können.“

## Skirennen
Austragungsort des Rennens war die schwarze Piste Olimpionica 2 im Skigebiet Andalo-Paganella. Das Rennen war als Sprint-Riesenslalom mit einer Länge von 400 Metern und einer Laufzeit von rund 35 Sekunden konzipiert. Gefahren wurden ähnlich wie bei einem City Event Duelle im K.-o.-System, allerdings nicht parallel, sondern nacheinander. Um Ex-aequo-Entscheidungen möglichst zu vermeiden, wurde die Laufzeit anders als im Weltcup auf Tausendstelsekunden genau gemessen. In der finalen Runde traten die schnellsten fünf gegeneinander an. Eine weitere Besonderheit war der Sprung über einen Audi Quattro.
Der italienische Rundfunk Rai und Eurosport übertrugen live im Fernsehen. Im Gegensatz zu anderen internationalen Skirennen wurde das Preisgeld nicht auf die Teilnehmer aufgeteilt, sondern lediglich für den ersten Platz ausgezahlt. Es handelt sich dabei um ein Einladungsrennen, an dem ausschließlich Athleten des alpinen Skiweltcups teilnehmen. Zu den prominentesten Teilnehmern gehörten Massimiliano Blardone, Fritz Dopfer, Carlo Janka, Ted Ligety, Bode Miller, Cyprien Richard, Philipp Schörghofer, Davide Simoncelli und Aksel Lund Svindal.

### Siegerliste
| Jahr* | Erster            | Zweiter             | Dritter            |
| ----- | ----------------- | ------------------- | ------------------ |
| 2009  | Cyprien Richard   | Carlo Janka         | Davide Simoncelli  |
| 2011  | Ted Ligety        | Giovanni Borsotti   | Cyprien Richard    |
| 2012  | Davide Simoncelli | Luca De Aliprandini | Aksel Lund Svindal |
| 2013  | Ted Ligety        | Luca De Aliprandini | Kryštof Krýzl      |

* In den Jahren 2010 sowie 2014 bis 2016 musste das Rockfest jeweils wegen Schneemangels abgesagt werden.

## Musik
Das Musikkonzert fand jeweils nach dem Einladungsrennen in Andalo statt und vereinte italienische mit internationalen Künstlern. Gleich bei der ersten Austragung konnte mit Placebo der namhafteste Act verpflichtet werden. Folgende Bands und Interpreten traten auf dem Alpine Rockfest auf:
- 2009: Placebo
- 2011: Radiottanta, Ducktails
- 2012: The Bastard Sons of Dioniso, Rebel Rootz, Le Origini della Specie
- 2013: South Punk, Stoldgang, DJ Ivanix & Radio VivaFM